# 小夜の中山
小夜の中山（さよのなかやま）または佐夜の中山（読みは同じ）は、静岡県掛川市佐夜鹿（さよしか）に位置する峠。最高点の標高は252m。古くは遠江国の東部に属し、宿場では金谷宿と日坂宿の間に当たる。頂上には真言宗の久延寺、西側の麓の日坂宿の入口には事任八幡宮があり、多くの人々が旅の安全を願って立ち寄ったと伝わるほか、遠州七不思議の一つで、赤ん坊の泣き声を発したとの伝説を持つ夜泣き石がある。

## 歴史
古くから、箱根峠や鈴鹿峠と列んで、東海道の三大難所として知られる。また歌枕として古今集などで歌われ、鎌倉時代初期に西行法師が詠み新古今和歌集に入れられた「年たけてまた越ゆべしと思ひきや命なりけり小夜の中山」の歌碑や、この歌を受けて松尾芭蕉が詠んだ「命なりわづかの笠の下涼み」の句碑などが存在する。
建武2年（1335年）の中先代の乱では、北条時行と足利尊氏双方の軍が衝突し、同年8月12日（1335年9月7日）に小夜中山合戦を行ない、今川頼国により名越高邦が討ち取られた。頼国の手による高邦の墓、とされる鎧塚が今も残る。戦国時代にもしばしば合戦場となっている。
1880年（明治13年）には、小夜の中山を越えるルートではなく、現在の北側の沢伝いを開削した峠を越える中山新道（現在の国道1号および静岡県道381号島田岡部線の旧金谷宿までの区間）が建設された。当初は有料道路だったが、東海道本線の開通により利用者が減少したことなどから、1902年（明治35年）に静岡県に買い取られて無料化、1905年（明治38年）に国道となり、1932年（昭和7年）に小夜の中山トンネルが建設された。